# 帕維亞之圍 (773–774)

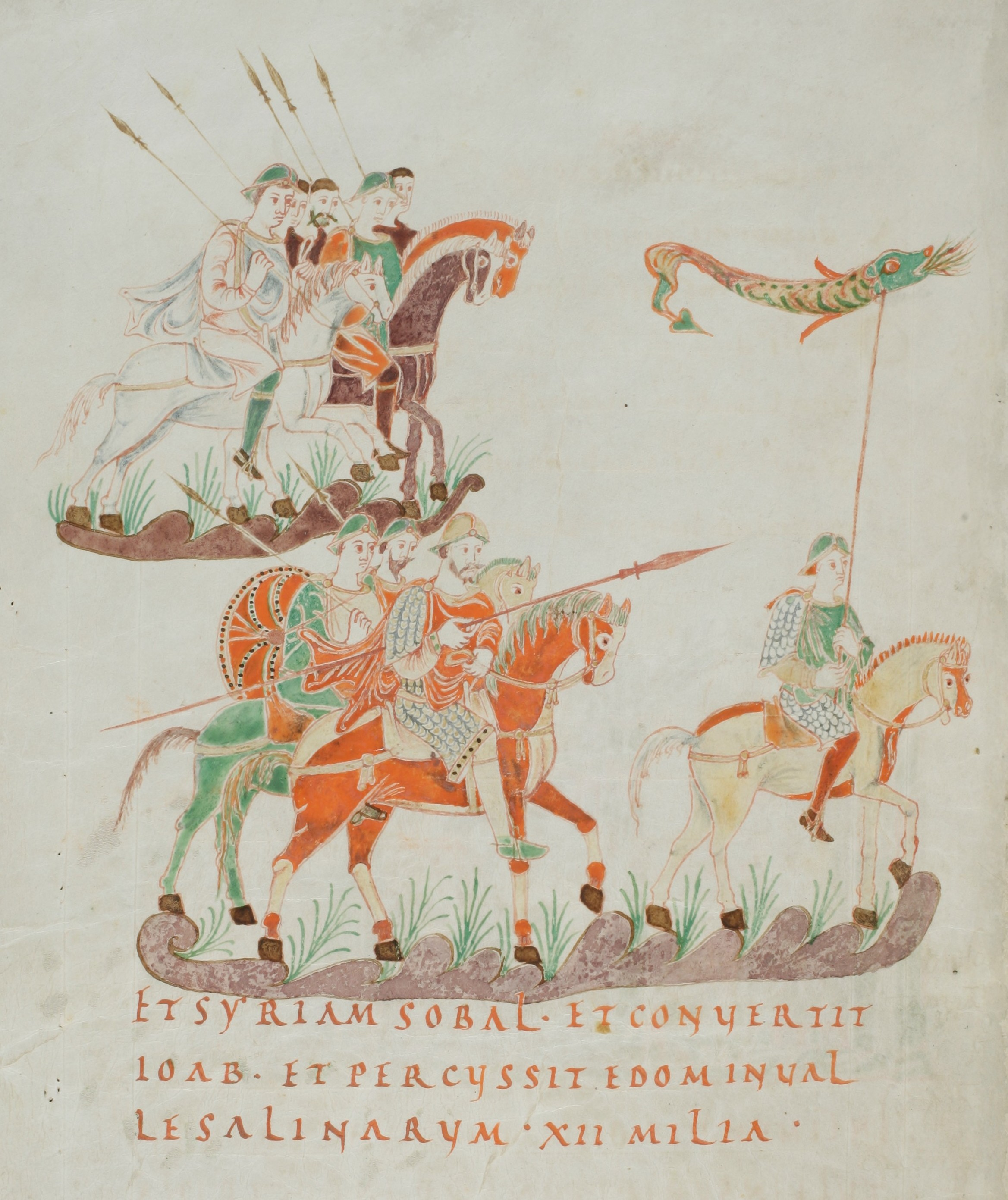
聖加侖金詩篇中的加洛林騎兵插圖

帕維亞之圍是773年至774年期間查理曼帝國軍隊圍攻伦巴第王国首都提契努姆（今帕維亞）的一場戰役。最終查理曼帝國戰勝伦巴第王国並攻入提契努姆。伦巴第王国末代國王狄西德里乌斯向查理曼帝國投降。